# Downers Grove
Downers Grove è un comune degli Stati Uniti d'America, situato in Illinois, nella contea di DuPage.